# Bahnstrecke Pittsfield–Harmony
| Gesellschaft: | zuletzt Guilford Transportation |                                  |                                  |
| Streckenlänge: | 28,2 km                         |                                  |                                  |
| Spurweite: | 1435 mm (Normalspur)            |                                  |                                  |
| |                                 |                                  |                                  |
| Gleise: | 1                               |                                  |                                  |
| \| \| \| \| \| \| \| \| von Cumberland \| \| \| \| 0,0 \| Pittsfield ME \| Pittsfield ME \| \| \| \| nach Bangor \| \| \| \| 6,3 \| West Palmyra ME \| West Palmyra ME \| \| \| 9,8 \| Thompson’s ME \| Thompson’s ME \| \| \| 13,0 \| Hartland ME \| Hartland ME \| \| \| ca. 14 \| Stronghold ME (früher Duponts) \| Stronghold ME (früher Duponts) \| \| \| \| Sebasticook River \| \| \| \| 18,8 \| Wild Goose Club ME (früher Cyrs) \| Wild Goose Club ME (früher Cyrs) \| \| \| \| Sebasticook River \| \| \| \| 24,9 \| Mainstream ME \| Mainstream ME \| \| \| 28,2 \| Harmony ME \| Harmony ME \| |                                 |                                  |                                  |
| |                                 |                                  |                                  |
| Strecke |                                 | von Cumberland                   | von Cumberland                   |
| Dienststation / Betriebs- oder Güterbahnhof | 0,0                             | Pittsfield ME                    | Pittsfield ME                    |
| Abzweig ehemals geradeaus, nach rechts und ehemals von rechts |                                 | nach Bangor                      | nach Bangor                      |
| Haltepunkt / Haltestelle (Strecke außer Betrieb) | 6,3                             | West Palmyra ME                  | West Palmyra ME                  |
| Haltepunkt / Haltestelle (Strecke außer Betrieb) | 9,8                             | Thompson’s ME                    | Thompson’s ME                    |
| Bahnhof (Strecke außer Betrieb) | 13,0                            | Hartland ME                      | Hartland ME                      |
| Haltepunkt / Haltestelle (Strecke außer Betrieb) | ca. 14                          | Stronghold ME (früher Duponts)   | Stronghold ME (früher Duponts)   |
| Brücke über Wasserlauf (Strecke außer Betrieb) |                                 | Sebasticook River                | Sebasticook River                |
| Haltepunkt / Haltestelle (Strecke außer Betrieb) | 18,8                            | Wild Goose Club ME (früher Cyrs) | Wild Goose Club ME (früher Cyrs) |
| Brücke über Wasserlauf (Strecke außer Betrieb) |                                 | Sebasticook River                | Sebasticook River                |
| Bahnhof (Strecke außer Betrieb) | 24,9                            | Mainstream ME                    | Mainstream ME                    |
| Kopfbahnhof Streckenende (Strecke außer Betrieb) | 28,2                            | Harmony ME                       | Harmony ME                       |

Die Bahnstrecke Pittsfield–Harmony war eine Eisenbahnstrecke in Maine (Vereinigte Staaten). Sie ist 28,2 Kilometer lang. Die normalspurige Strecke ist stillgelegt und abgebaut.

## Geschichte
Anfang der 1880er Jahre war der touristisch interessante Moosehead Lake noch nicht mit der Eisenbahn erreichbar. Die Kleinstadt Greenville am Seeufer sollte Endpunkt einer Eisenbahnstrecke werden, die in Pittsfield am Sebasticook River von der Hauptstrecke der Maine Central Railroad abzweigen und über Wellington führen würde. 1884 eröffnete jedoch die Bangor and Piscataquis Railroad eine Bahnstrecke aus Richtung Bangor bis Greenville, was die Pläne einer direkten Strecke von Pittsfield vorerst zerstörte. Dennoch wurde 1886 die Sebasticook and Moosehead Lake Railroad gegründet, die von Pittsfield aus mit dem Bahnbau in Richtung Norden begann.
Am 1. November 1886 wurde die Strecke bis Hartland eröffnet. Anfangs diente die Strecke fast ausschließlich zur Abfuhr von Holz. 1891 erhielt die Gesellschaft die Erlaubnis, die Strecke nach Athens weiterzubauen, 1895 sogar eine Erlaubnis für eine Verlängerung bis Monson Junction an der Bangor&Piscataquis-Strecke. Trotz finanzieller Probleme baute die Gesellschaft die Strecke weiter und erreichte im Januar 1901 Mainstream.
1907 erhielt die Bahngesellschaft die Genehmigung für eine Verlängerung der Strecke in beide Richtungen. Nach Süden sollte die Bahn bis Albion führen, wo Anschluss an die Wiscasset, Waterville and Farmington Railway bestanden hätte. Nach Norden wollte man die Bahn bis Elliotsville an der Canadian Pacific Railway verlängern. Beide Verlängerungen wurden jedoch nicht realisiert.
Nachdem 1911 die Maine Central Railroad die Bahnstrecke übernommen hatte, wurde noch ein letzter Vorstoß unternommen, die Bahn zu verlängern. 1912 erreichte die Strecke Harmony, den endgültigen Endpunkt. Nachdem in den 1920er Jahren Straßen parallel zur Bahnstrecke gebaut worden waren, gingen die Beförderungszahlen rapide zurück. Ein Gemischter Zug an Werktagen reichte aus, um das Fahrgastaufkommen zu bewältigen. Am 24. April 1949 verkehrte der letzte Personenzug nach Harmony. Nachdem die Strecke nördlich von Hartland bereits 1963 außer Betrieb genommen wurde, erfolgte drei Jahre später die endgültige Stilllegung dieses Abschnittes, der bald darauf abgebaut wurde.
1981 übernahm die Guilford Transportation die Bahnstrecke, nachdem die Maine Central in Konkurs gehen musste. Sie nahm den Betrieb jedoch nicht wieder auf. Den darauffolgenden Sparmaßnahmen fiel auch die Strecke nach Hartland zum Opfer. 1983 erfolgte die Stilllegung der Strecke.

## Streckenbeschreibung
In Pittsfield zweigt die Strecke in einem Gleisdreieck aus der Bahnstrecke Cumberland Center–Bangor ab und führt westlich entlang des Sebasticook River nach Norden. Der Bahnhof Hartland, der von 1886 bis 1901 und von 1966 bis 1983 Endbahnhof der Strecke war, ist nach 13 Kilometern erreicht. Nach Durchquerung der Stadt führt die Strecke zunächst am Westufer des Flusses weiter, überquert ihn jedoch etwa zwei Kilometer weiter nördlich. Die Bahn verläuft nun am Ostufer des Great Moose Lake weiter nordwärts und biegt nördlich des Sees nach Westen ab. Kurz vor dem Bahnhof Mainstream überquert die Trasse erneut den Sebasticook River. Etwa drei Kilometer weiter nordwestlich ist der Endbahnhof Harmony erreicht. Der Bahnhof befand sich östlich der Main Street.

## Anhang